# Égreville
 Égreville  es una población y comuna francesa, en la región de Isla de Francia, departamento de Sena y Marne, en el distrito de Fontainebleau y cantón de Lorrez-le-Bocage-Préaux.

## Demografía
| 1311 | 1212 | 1224 | 1342 | 1623 | 1841 |
| Para los censos de 1962 a 1999 la población legal corresponde a la población sin duplicidades (Fuente: INSEE [Consultar]) |      |      |      |      |      |